# Marguerite Churchill
Marguerite Churchill, född 26 december 1910 i Kansas City, Missouri, död 9 januari 2000 i Broken Arrow, Oklahoma, var en amerikansk skådespelare. Hon var dotter till en teaterproducent och debuterade som skådespelare på Broadway som tolvåring 1922. Churchill medverkade i 27 filmer och spelade ofta den kvinnliga huvudrollen i dessa.

## Filmografi, urval
- 1930 – Mot lyckans land
- 1931 – En cowboy vid hovet
- 1931 – Quick Millions
- 1931 – Charlie Chan Carries On
- 1931 – Flickan utan rum
- 1936 – Draculas dotter
- 1936 – Den levande döde